# 14795 Сьойо
14795 Сьойо (14795 Syoyou) — астероїд головного поясу, відкритий 12 березня 1977 року.
Тіссеранів параметр щодо Юпітера — 3,192.
Названо на честь Сьойо (яп. しょうよう(逍遥) сьо:йо:).